# Isodemis stenotera
Isodemis stenotera là một loài bướm đêm thuộc họ Tortricidae. Loài này có ở Trung Quốc (Hồ Nam, Quảng Tây, Hải Nam, Tây Tạng, Vân Nam) và Indonesia (Sumatra).
Sải cánh dài 17.5–22 mm đối với con đực và 19–27 mm đối với con cái. Đầu và râu màu vàng.

## Hình ảnh

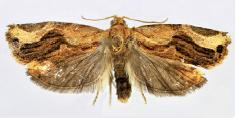